# Lauren LoGiudice
Lauren LoGiudice est une comédienne, scénariste, productrice et monteuse américaine. 

## Filmographie

### Comme actrice
- 2008 : Bridal Party (court métrage) : Diana
- 2009 : The Visited (court métrage) : Braden
- 2010 : Too Good to Be True (court métrage) : Susan
- 2010 : Flick's Chicks : Alex
- 2010 : Yes and No (court métrage) : Ursula
- 2010 : Commemorative Plates (court métrage) : Rosa Mariella Dipaoli et Carmella Ravoli
- 2011 : When Harry Tries to Marry : Angela
- 2011 : Reality Check (court métrage) : Andie Doolittle
- 2014 : Bittersweet Monday : Gina
- 2015 : Beautiful Something : Marie
- 2015 : Veep (série télévisée)
- 2016 : Dear Emma, (court métrage) : Marissa
- 2017 : Before Homosexuals (documentaire) : Roman Priestess

### Comme productrice
- 2008 : Bridal Party (court métrage)
- 2010 : Yes and No (court métrage)
- 2011 : Reality Check (court métrage)

### Comme scénariste
- 2010 : Commemorative Plates (court métrage)

### Comme monteuse
- 2010 : Commemorative Plates (court métrage)